# César de la Hoz
César de la Hoz López (Marina de Cudeyo, 30 marzo 1992) è un calciatore spagnolo, centrocampista svincolato.

## Palmarès

### Competizioni nazionali
- Segunda División: 1

Almería: 2021-2022